# Niccolò Centioni
Niccolò Centioni (Roma, 13 maggio 1993) è un attore italiano, noto per aver interpretato  il ruolo di Rudi Cesaroni nella serie televisiva I Cesaroni.

## Biografia
Ha iniziato a lavorare nel mondo della televisione da bambino, partecipando a diverse trasmissioni televisive, tra cui Millennium - La notte del 2000, con Gigi Proietti, Carramba! Che sorpresa, con Raffaella Carrà, Chi ha incastrato Peter Pan?, con Paolo Bonolis e ad alcuni spot pubblicitari. Dopo le esperienze nei programmi televisivi, Centioni iniziò a lavorare come attore nelle fiction Un prete tra noi 2 e Una donna per amico 2 (1999), Camici bianchi (2001), e anche nel film TV Rocco, regia di Nicolò Bongiorno (2004), in cui è protagonista nel ruolo di Rocco.
Ma la vera popolarità arriva grazie alla serie TV I Cesaroni, trasmessa su Canale 5 per sei stagioni (2006-2014), in cui interpreta il ruolo di Rudi Cesaroni (all'anagrafe Rodolfo), uno dei tre figli del protagonista Giulio (interpretato da Claudio Amendola). Negli anni successivi ha partecipato ad alcuni reality show, come Pechino Express, insieme a Micol Olivieri, venendo eliminati alla prima puntata, e a Notti sul ghiaccio, in onda su Rai 1, anche qui però viene eliminato nel corso della prima puntata. 
A novembre 2018 ha dichiarato di essere stato costretto a emigrare a Londra per cercare lavoro come lavapiatti, dopo aver sperperato tutti i guadagni ottenuti in quindici anni di televisione. Nel 2023 è tornato a fare l'attore, grazie a Claudio Amendola, ottenendo un piccolo ruolo nella fiction di Canale 5 Il patriarca, diretta dallo stesso Amendola. Nel 2024 è l'assistente dello chef nel film Ari-cassamortari, anche questo diretto da Claudio Amendola. Sempre con Amendola, nel 2025, torna ad interpretare Rudi Cesaroni nella settima stagione della serie omonima.

## Filmografia

### Cinema
- Ari-cassamortari, regia di Claudio Amendola (2024) – assistente dello chef

### Televisione
- Un prete tra noi 2 – serie TV (1999)
- Una donna per amico – serie TV (2001)
- Casa famiglia – miniserie TV, episodio 2x02 (2001)
- Camici bianchi – serie TV (2001)
- Amanti e segreti – miniserie TV (2004)
- Rocco, regia di Nicolò Bongiorno – film TV (2004)
- Distretto di Polizia – serie TV, episodio 5x24 (2005)
- Sweet India – sitcom (2006)
- I Cesaroni – serie TV (2006- 2014)
- Il patriarca – serie TV (2023)
- I Cesaroni, il ritorno - serie TV (2025 - in corso).

### Cortometraggi
- Mamma non vuole, regia di Antonio Pisu (2016)

### Web TV
- Lib (2013)
- Io e il mio amico Jack (2015)

### Videoclip
- Batticuore di Mitch&Squalo (2008)

## Teatro
- Gli imprevedibili ragazzi de I Cesaroni, regia di Giorgia Giuntoli – musical (2010-2011)

## Programmi televisivi
- Millennium - La notte del 2000, regia di Stefano Vicario (Rai 1, 1999)
- Chi ha incastrato Peter Pan?, regia di Roberto Cenci (Canale 5, 2000)
- Carràmba! Che sorpresa, regia di Sergio Japino (Rai 1, 2000)
- Diario di famiglia - Le bugie di Gabriele (Rai 3, 2006)
- Pechino Express (Rai 2, 2013) – concorrente con Micol Olivieri
- Notti sul ghiaccio (Rai 2, 2015)

## Discografia

### Singoli
- 2012 – Due anelli, feat. Matteo Branciamore, singolo e brano dell'album Oro trasparente e le nuove canzoni de I Cesaroni di Matteo Branciamore
- 2016 – Non ci si abitua mai, feat. Flavio Giardi